# تشتانوفا
تشتانوفا هي بلدة تقع في مقاطعة ريدجو كالابريا في إيطاليا.

## السكان
في سنة 1861 بلغ عدد السكان 11٬022 نسمة، وتطور العدد ليصل في سنة 2011 لـ 10٬344 نسمة.
يظهر هذا المخطط البياني تطور النمو السكاني لـ تشتانوفا

## توأمة
لتشتانوفا اتفاقيات توأمة مع كل من:
- آيفانغورود
- قلعة النساء

## ثبت المراجع
1. ↑  "Superficie di Comuni Province e Regioni italiane al 9 ottobre 2011" (بالإيطالية). Istituto nazionale di statistica. Retrieved 2019-03-16.
2. ↑   https://demo.istat.it/?l=it. {{استشهاد ويب}}: |url= بحاجة لعنوان (مساعدة) والوسيط |title= غير موجود أو فارغ (من ويكي بيانات) (مساعدة)
3. ↑  بيانات من موقع ISTAT - Istituto nazionale di statistica (ISTAT);  اطلع عليه بتاريخ 28-12-2012. "نسخة مؤرشفة". مؤرشف من الأصل في 2019-08-03. اطلع عليه بتاريخ 2020-02-05.{{استشهاد ويب}}:  صيانة الاستشهاد: BOT: original URL status unknown (link)